# ディズニーXD

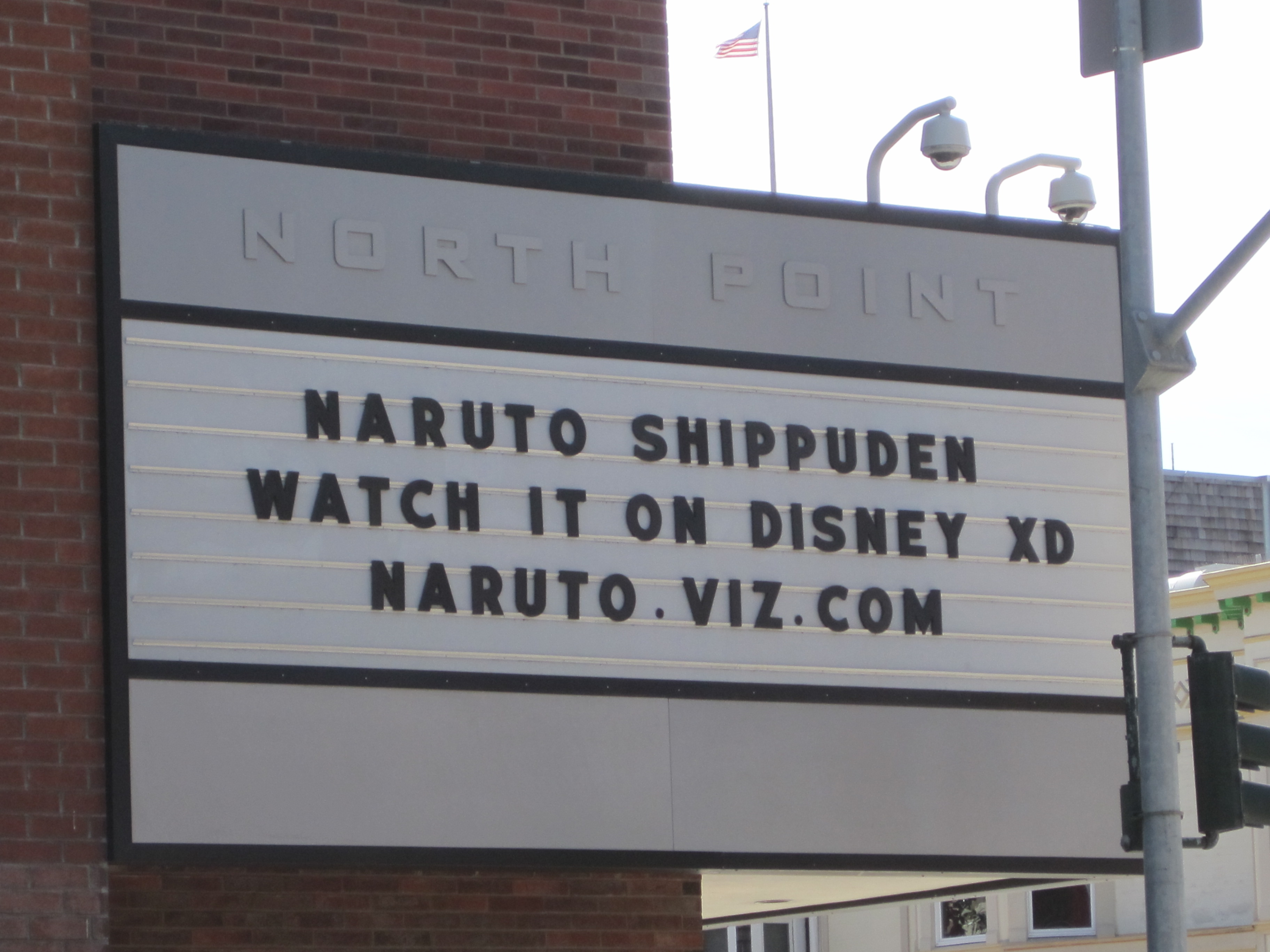
ビズメディアサンフランシスコ本社に掲げられたNARUTO -ナルト- 疾風伝の看板 - "NARUTO -ナルト- 疾風伝 ディズニーXDで放送中 naruto.viz.com"

ディズニーXD（ディズニー・エックスディー、Disney XD）は、ウォルト・ディズニー・カンパニー傘下のディズニー・エンターテインメント（ディズニー・ブランデッド・テレビジョン）がアメリカなどの世界各国で運営している（日本では終了）エンターテイメント専門チャンネルである。

## 概要

2009年から2015年まで使用されたロゴ。

ディズニー・チャンネルに次ぐ2つ目のディズニー作品向けの専門チャンネルで、主に男子児童をターゲットとしている。
2009年（アメリカでは2月13日、日本では8月1日）にトゥーン・ディズニーからリニューアルした。日本では宣伝時に「ドラマ!アニメ!映画!ディズニーXD」というフレーズを用いており、キャッチコピーは「自分をこえろ」。また、毎日6時を起点とする24時間放送を行っている。
ディズニー・チャンネルがディズニーの発表作品を中心に編成しているのに対して、当チャンネルでは日本で制作されたアニメ作品や、その他の幅広いジャンルの番組（映画・ドラマ・スポーツ関連など）も積極的に放送している。
ただし、日本製作のアニメ作品の次回予告・おまけコーナーなど本編以外は放送されない（『探偵学園Q』のエンディング後のおまけがこれに該当する。しかし、『ポケットモンスター ダイヤモンド&パール』だけは次回予告・おまけコーナーが放送されている）。
このため、チャンネルとしてのジャンル分けでは「エンターテイメント」に分類されることが多い（ただし2009年12月に配信を打ち切ったBBTVでは、アニメ番組の多かったトゥーン・ディズニーの後継であるためか「アニメ」のままになっていた）。
日本ではスカパー!プレミアムサービス、ケーブルテレビなどに加入することで視聴することができた。
かつてはスカパー!e2でも放送していたが、2012年9月30日、ディズニージュニアの開局に伴いスカパー!e2での放送を終了した（衛星基幹放送事業者はインターローカルメディアだった）。
2012年9月29日には、スカパー!プレミアムサービスにてハイビジョン放送を開始。
2013年4月1日0:00をもって、ひかりTV（Ch300 SD）での提供を終了。
2013年6月30日、スカパー!プレミアムサービス光にて標準画質放送を終了し、翌日（7月1日）より、ハイビジョン放送を開始した。
2014年5月31日、スカパー!プレミアムサービスにて標準画質放送を終了し、ハイビジョン放送に完全移行した。
2015年9月1日1:00をもって、J:COMにて標準画質放送を終了し、ハイビジョン放送に完全移行した。
2016年1月1日より、チャンネル名称を「ディズニーXD ギャグアニメ&マーベル・ヒーロー」に変更。
2016年3月1日、ディズニーXDのチャンネルロゴがリニューアルになったことに伴い、「これからの映画ラインナップ」は廃止された。
2016年12月1日、スカパー!プレミアムサービスの衛星一般放送事業者がスカパー・ブロードキャスティングからスカパー・エンターテイメントに変更。
2018年10月1日より、チャンネル名称が「ディズニーXD」に戻った。
2020年10月13日、ウォルト・ディズニー・ジャパンは日本国内における本チャンネルの放送を2021年1月31日で終了することを発表し、一部の番組はディズニー・チャンネルに移行すると11月16日に発表した。日本での最終日にあたる2021年1月31日は6:00よりテレビアニメ「ピクルスとピーナッツ」を最後にディズニーXDの放送を終了。

## 放送番組
五十音順に列挙。なお、「☆」を付したものは「トゥーン・ディズニー」より改称する前から引き続き放送されている。「◎」を付したものはディズニー・チャンネルの移動番組、もしくはディズニー・チャンネルやディズニージュニアとの共同放送番組。
- ディズニーXD放送番組一覧

### アニメ作品
詳しくはディズニーXD放送番組一覧を参照。
| 西洋の作品 - あつまれ!LEGO マーベル・スーパーヒーローズ - アイアンマン ザ・アドベンチャーズ - アベンジャーズ 地球最強のヒーロー - アベンジャーズ・アッセンブル - アルティメット・スパイダーマン - アメリカン・ドラゴン ☆ - イン・ヤン・ヨー! ☆ - 怪奇ゾーン グラビティフォールズ - カンフー・パンダ ザ・シリーズ - ガーディアンズ・オブ・ギャラクシー - 学園NINJAランディ - キック ザ・びっくりボーイ - キム・ポッシブル ◎ - キッドvsキャット - クワック・パック ☆◎ - 小型ロボット - CODEリョーコ ☆ - ごきげん ジミー! - サイドキック - ザ・リプレイス 大人とりかえ作戦 - ザ・ペンギンズ from マダガスカル ◎（2016年よりディズニー・チャンネルへ移動） - ジャングル・ジョージ ザ・シリーズ ☆ - ジャングル・ブック - 手裏剣スクール ☆ - 出張ヒーローZERO - スター・ウォーズ 反乱者たち - スター・ウォーズ/クローン・ウォーズ - 笑撃のナムチャックス! - 新くまのプーさん ☆◎ (現在はディズニージュニアで放送中) - スペクタキュラー・スパイダーマン ☆ - 絶叫キャンプ レイクボトム - DANGANバトル スラッグテラ - チップとデールの大作戦 レスキュー・レンジャーズ ☆◎ - 超能力ボックスX - ティーモ・シュプリーモ ☆ - 電脳ムシオヤジ - トロン：ライジング - なんだかんだワンダー - 爆笑！シアター・パコーン - ハルク: スマッシュ・ヒーローズ - パックワールド - ピクルスとピーナッツ - ビリー・ディリーのスーパードゥーパー・地底セカイ・サマー - ピンキー&ブレイン ☆ - ファイアボール - プッカ ☆ - ブランディ アンド Mr.ウィスカーズ ☆ - フィニアスとファーブ ◎ - ボリスとルフス (ブラジルとラテンアメリカでちょうど) - 放課後エージェント!オーサム - マイロ・マーフィーの法則 - ミッキーマウス! ◎ - ミュータント・タートルズ - モーターシティ - ラマだった王様 学校へ行こう! - リセス 〜ぼくらの休み時間〜 ☆ (現在はディズニー・チャンネルで放送中) - LEGO スター・ウォーズ/フリーメーカーの冒険 ◎ - ワクフ |

日本の作品
- イナズマイレブン（テレビ東京製作）[4]
- イナズマイレブンGO（第2期・第3期も含む、テレビ東京製作）
- H2（朝日放送製作）
- おおきく振りかぶって（TBS・毎日放送共同製作）
- かいけつゾロリシリーズ（☆ 第2期も含む、メ〜テレ製作）
- ガッ活（NHK製作）
- キャプテン翼（テレビ東京製作）※2001年版TVシリーズ
- 境界のRINNE（NHK製作）◎
- キョロちゃん（テレビ東京製作）
- ゲゲゲの鬼太郎（フジテレビ製作）※第5シリーズ
- 結界師（読売テレビ製作）
- ケロロ軍曹（テレビ東京製作）
- サイボーグ009 THE CYBORG SOLDIER（テレビ東京製作）
- GIANT KILLING（NHK製作）
- 侵略!イカ娘（第2期も含む、テレビ東京系）◎
- 団地ともお（NHK製作）
- 探偵学園Q（TBS製作）
- 超速変形ジャイロゼッター（テレビ東京製作）
- 超爆裂異次元メンコバトル　ギガントシューターつかさ（NHK製作）
- ディスク・ウォーズ:アベンジャーズ（テレビ東京製作）
- テニスの王子様（テレビ東京製作）
- 電脳コイル（NHK製作）
- ドルアーガの塔 (☆ UHF局)
- NARUTO -ナルト-（テレビ東京製作）
- ニャニがニャンだー ニャンダーかめん（メ〜テレ製作）
- 忍たま乱太郎（NHK製作）
- ねぎぼうずのあさたろう（テレビ朝日製作）
- ネットゴーストPIPOPA（☆ テレビ東京製作）
- はれときどきぶた（テレビ東京製作）
- HEROMAN（テレビ東京製作）
- ヒカルの碁（テレビ東京製作）
- ファイ・ブレイン 神のパズル（第2期・第3期も含む、NHK製作）
- ベイビーステップ（NHK製作）
- ペンギンの問題（続編のMAX含む、テレビ東京製作）
- ポケットモンスター ダイヤモンド&パール（テレビ東京製作）
- ぼのぼの（テレビ東京製作）
- ボボボーボ・ボーボボ（テレビ朝日製作）
- メジャー シリーズ（NHK製作）
- MÄR-メルヘヴン-（☆ テレビ東京製作）
- 焼きたて!!ジャぱん（テレビ東京製作）
- ゆうとくんがいく
- 弱虫ペダル（第2期も含む、テレビ東京製作）
- ライブオン CARDLIVER 翔（テレビ東京製作）
- LINE TOWN（テレビ東京製作）
- わしも（NHK製作）◎

### ドラマ作品
西洋の作品
- アーロン・ストーン
- おとぼけスティーブンス一家
- 化学ファミリーラボラッツ
- KING兄弟
- クラッシュとバーンスティーン
- ジーク アンド ルーサー
- スイート・ライフ ◎
- スイート・ライフ オン・クルーズ ◎
- ドクター・フー
- 超ゲーマー伝説 ぼくらの裏ワザ青春白書
- とび蹴りアチョ～ズ
- 22世紀ファミリー フィルにおまかせ
- 爆音家族
- ブライアン・オブライアン
- ミステリー・グースバンプス

日本の作品
- らんま1/2（日本テレビ製作）

### 情報・バラエティ番組
ディズニー・チャンネルでも放送されている『ディズニー365』以外は、当チャンネルの局名の改称に伴ってディズニー・チャンネルから移行してきたものである。
- アートアタック ◎
- サイエンス マジック
- 脱出!スコーピオンアイランド
- ディズニー365 プラス（番宣番組）◎
- トリックTV